# Марсианское общество
Марсианское общество — некоммерческая организация, посвященная освоению человеком планеты Марс. Она была основана Робертом Зубриным в 1998 году и привлекла поддержку заметных писателей-фантастов и режиссёров, в том числе К. Стэнли Робинсона и Джеймса Кэмерона. Организация информирует общественность, средства массовой информации и правительства о преимуществах исследования Марса и изучает возможности частной финансируемой экспедиции к красной планете.
С тех пор, Общество, руководствуясь своим Международным руководящим комитетом, выросло более чем до 5000 членов и около 6000 участников в более чем 50 странах по всему миру. Членами Общества являются люди из всех слоев общества, и все активно работают по продвижению идеалов исследования космического пространства и возможностей для изучения Марса.
Цели Общества не являются чисто теоретическими. Целью является показать, что Марс является достижимой целью через осуществление ряда практических, технических и других проектов.

## Mars Desert Research Station
На станции Mars Desert Research Station, расположенной в штате Юта, моделируется марсианская экспедиция. Проект открыт в 2002 году. Сменные экипажи станции обычно работают по две недели, занимаясь медицинскими, геологическими и астрономическими исследованиями.
На станции с 2013 года работают и представители России: 129-й экипаж станции (Team Russia) (20 апреля 2013 — 4 мая 2013): Николай Дзись-Войнаровский, Александр Хохлов, Александр Ильин, Илья Чех, Пётр Романов.
В 143-м экипаже (15-30 ноября 2014) в состав международной команды входила российская журналистка Анастасия Степанова.
161-й экипаж станции (Team Skoltech) (9-24 января 2016): Наталья Глазкова, Дивия Шанкар, Михаил Хмелик, Вероника Штейнгардт, Адени Адебайо, Рахман Махбубур.
В международный экипаж эксперимента «Марс-160» (24 сентября 2016 — 16 декабря 2016) вновь входила российская журналистка Анастасия Степанова.